# Aegle ottoi
Aegle ottoi là một loài bướm đêm trong họ Noctuidae.